# Peugeot
Peugeot és una marca d'automòbils francesa, amb més de 200 anys d'història, encara que va començar fabricant bicicletes i molinets de cafè. Des de l'any 2021, després d'una fusió a parts iguals amb el grup italo-americà FCA, forma part del gegant Stellantis.
Peugeot ha guanyat 5 vegades el Campionat Mundial de Ral·lis, 7 vegades el Ral·li Dakar, 2 cops la Copa Intercontinental LeMans, i dues vegades el Campionat Mundial de resistència.

## Història
L'origen de la família Peugeot es remunta al segle xix, quan Jean-Jacques Peugeot s'instal·la a prop de Doubs on comença a fabricar molinets de cafè. Aquest primer mitjà de producció porta com a conseqüència, després de la seva defunció, la construcció d'un emplaçament per a la construcció de molinets a Sous-Cratet. Els seus dos fills, Jean-Pierre Peugeot i Jean-Georges Peugeot, crearan posteriorment un imperi productiu. El més petit dels dos, Jean-Pierre, es va llançar posteriorment al sector del tèxtil a Hérimoncourt. Aquest tindrà dos fills, Jean-Pierre Peugeot junior i Jean-Frédéric Peugeot, que transformaran el molinet de Sous-Cratet en una fundació.
En 1832, Jean-Pierre Peugeot funda la societat "Peugeot Frères aînés" per a l'explotació de la fundació a Sous-Cratet. Els resultats són bons i el 1833, es construeix una segona fàbrica a Terre-Blanche. El 1852, Jean-Pierre júnior va morir deixant dos fills, en Jules i l'Émile -qui explotaran nous sectors del comerç de l'època.
El 1885, Armand Peugeot es va interessar per un nou invent, la bicicleta (que segueix avui dia sota el nom de Peugeot Cycles). S'ha d'aclarir que la família Peugeot va destacar també (i encara ho fa) en la fabricació artesana de pebreres i salers de taula -finament decorats pel lleó de la marca. També van fabricar eines d'alta qualitat. Finalment és el 1889 quan l'Armand es va llençar a l'aventura de l'automòbil, pressentint l'èxit que esdevindrà aquest nou mitjà de transport. Sense saber-ho l'Armand va crear la que és avui dia la segona marca d'automòbils amb més tradició del món: Peugeot.
En societat amb Citroën (després que Peugeot la comprés l'any 1974) formaren el grup PSA Peugeot-Citroën. L'any 2017, el grup PSA Peugeot-Citroën compra Opel i Vauxhall a GM, i el grup s'afiança com el segon fabricant de vehicles a escala europea.

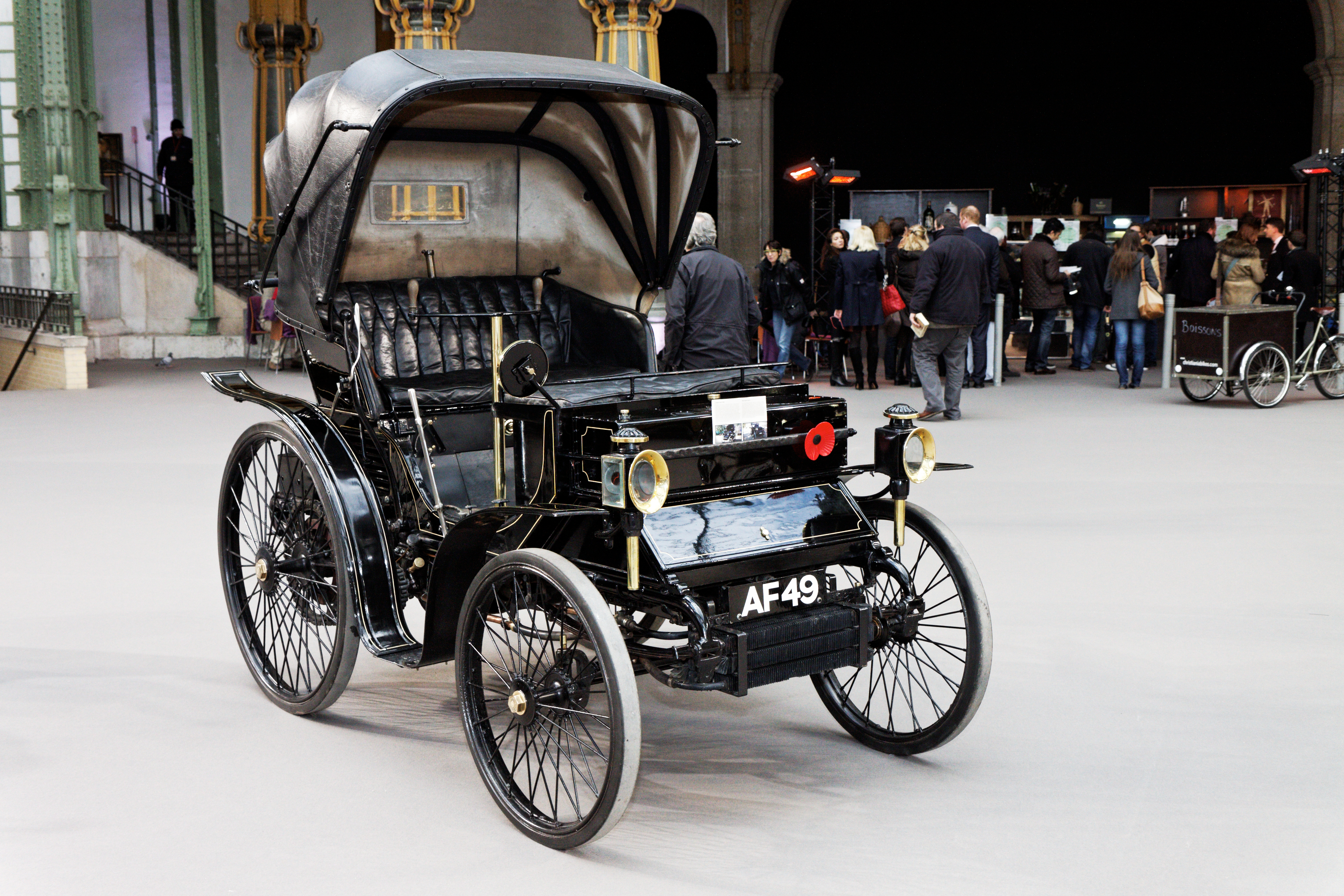
Peugeot Type 17 de 1898

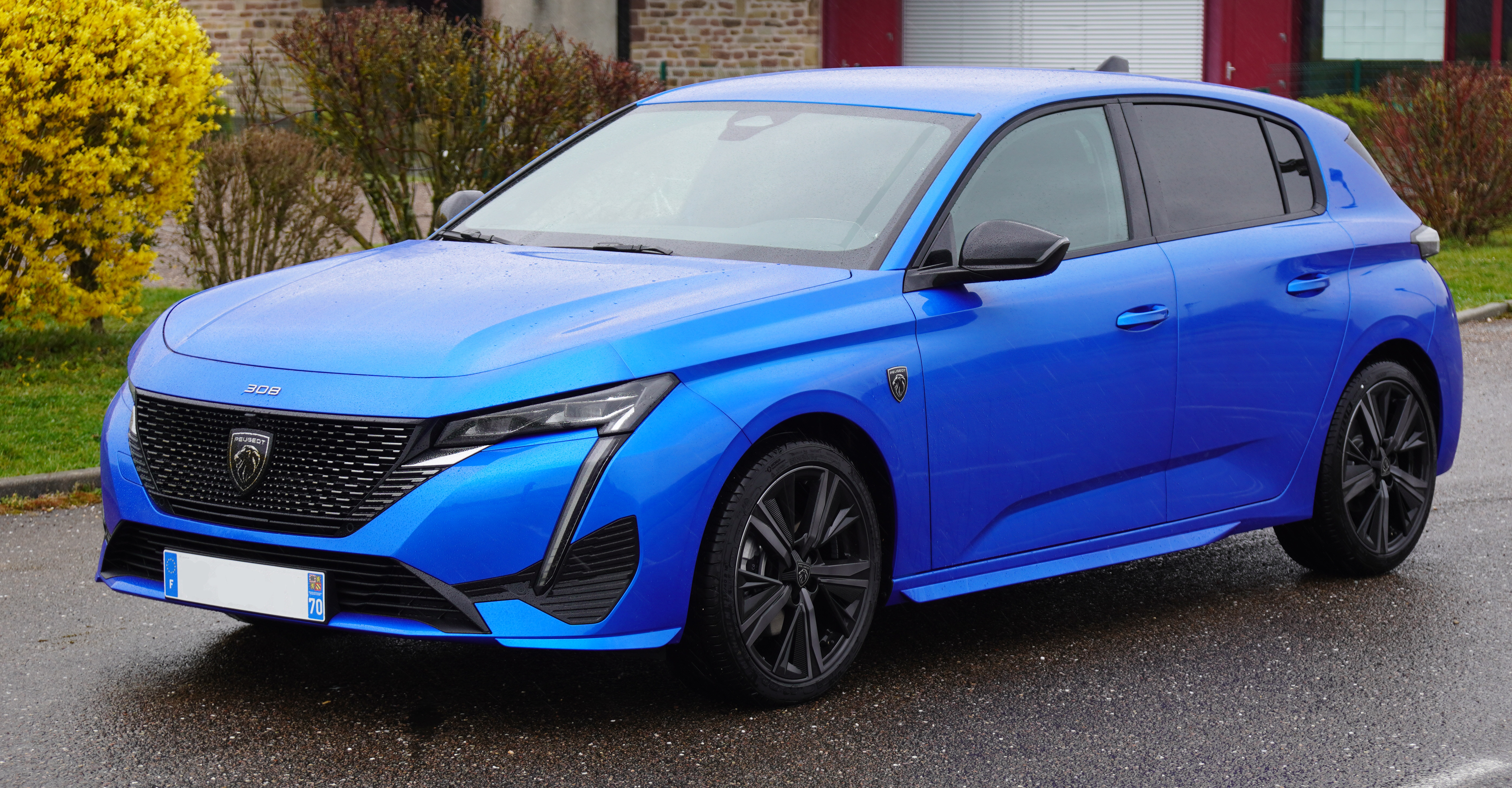
Peugeot 308 III del 2022

### Grup
- 1974: PSA Peugeot compra Citroën a Michelin.
- 1977: PSA Peugeot absorbeix la filial europea de l'americana Chrysler.
- 1980: PSA es converteix en PSA Peugeot-Citroën.
- 2017: Compra d'Opel i Vauxhall[1]
- 2021: Fusió a parts iguals amb FCA per formar el grup Stellantis.[2]

Actualment Stellantis és el tercer grup mundial en ingresos i quart en nombre de vendes.

## Models Peugeot
Categoria principal: Models Peugeot
| Sèrie 100  | - 104 (1972-1988). - 106 (1991-2003). - 107 (2005). |
| Sèrie 200  | - 201 (1929). - 202 (1938). - 203 (1948). - 204 (1965). - 205 (1983), substitut del 104, va ser el turisme que va fer ressorgir Peugeot a escala nacional i mundial. - 205 T16 (1985), sèrie limitada per a l'homologació en el grup B de rallies. - 206 (1998) el substitut amb èxit del 205. - 206 GT (1999), sèrie limitada. - 206 SW familiar. - 206 CC (2000), coupé cabriolet. - 206 RC (2003). - 206 Sedan (2006), versió de 4 portes. - 207. |
| Sèrie 300  | - 301 (1932). - 302 (1936). - 304 (1969). - 305 (1977). - 309 (1985), substitut del Talbot Horizon. - 306 (1993), substitut del 309. - 307 (2001). - 307 SW, break (familiar). - 307 CC, coupé cabriolet. - 307 WRC, versió WRC. |
| Sèrie 400  | - 401 (1934). - 402 (1935). - 403 (1955), (el cotxe de l'inspector Colombo en la seva versió descapotable). - 404 (1960). - 405 (1987). - 406 (1995). - Peugeot 406 coupé (1996). - 407 elixir, prototip. - 407 (2004). - 407 SW (2004), break. - 407 Coupé (2005), coupé. |
| Sèrie 500  | - 504 (1968). - 505 (1979). |
| Sèrie 600  | - 601 (1934-1935). - 604 (1975). - 605 (1989). - 607 (1999). |
| Sèrie 800  | - 806 (1994-2002). - 807 (2002). |
| Sèrie 900  | - 905. - 907, prototip. - 908. |
| Sèrie 1000 | - 1007 (2005). |
| Sèrie 3000 | - 3008 (2009). |
| Sèrie 4000 | - 4002 (2003), prototip. - 4007 (2007). |
| Sèrie 5000 | - 5008 (2009). |

| Vehicles utilitaris lleugers | - Expert. - Boxer (1994). - Partner (1997), furgoneta Citroën Berlingo. |
| Prototips-Altres             | - Quasar (1984). - Próxima (1986). - Oxia (1988). - Ion (1994). - Touareg (1996). - Asphalte (1996). - 806 Runabout (1997). - 200 (1998). - Escapade (1998). - Les City Toyz (2000). - 607 Féline (2000). - Sésame (2002). - 607 Pescarolo (2002). - 307 cc (2002). - H2O (2002). - RC (2002). - Hoggar (2003). - Hoggar (2003). - 407 Elixir (2003). - 407 Silhouette (2004). - Quark (2004). - Coupé 407 Prologue (2005). - 20Cup (2005). |

Peugeot 2008.

## Peugeot Sport

### Campionat Mundial de Ral·lis

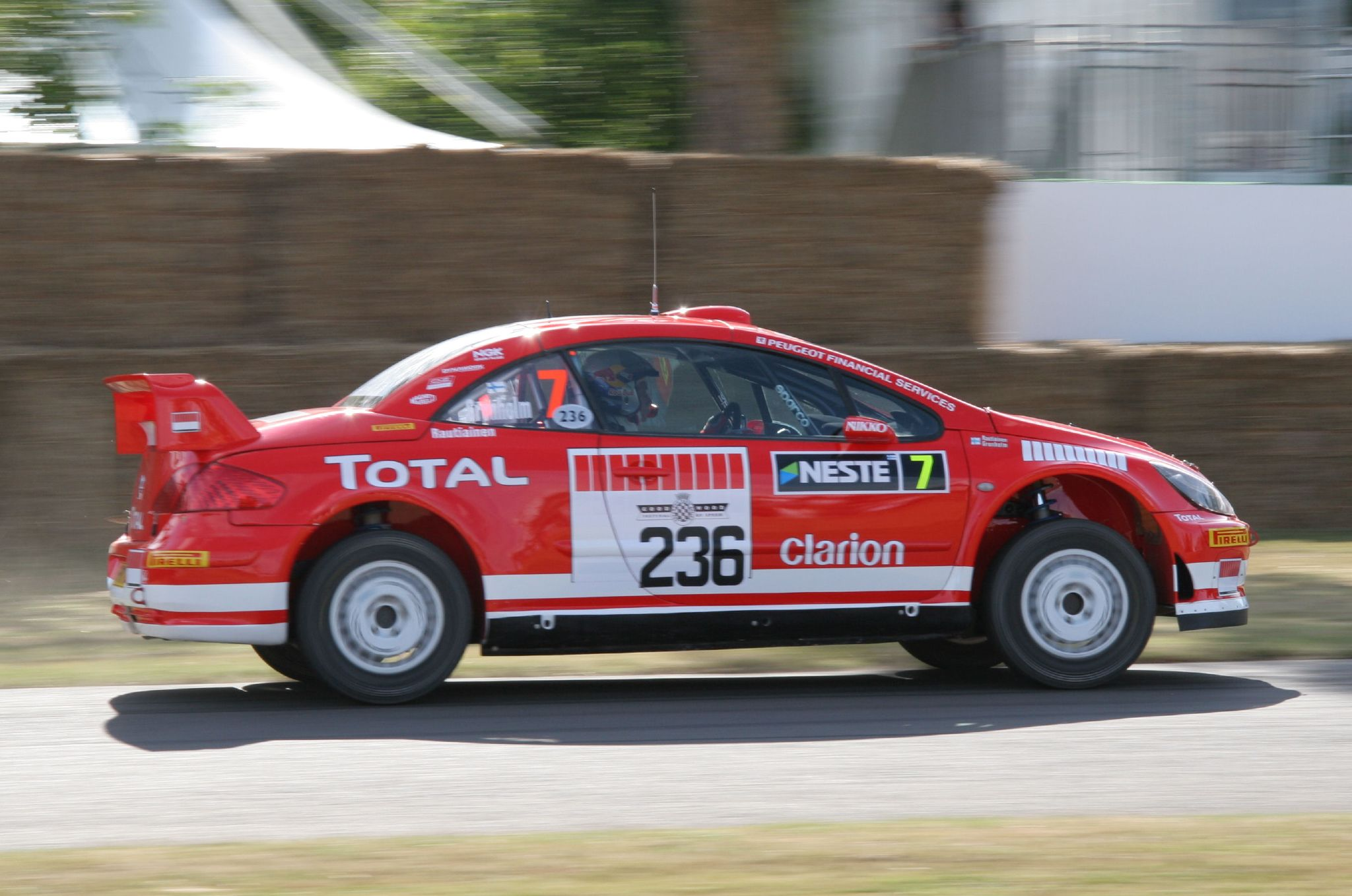
El Peugeot 307 que pilotà Marcus Grönholm el 2005

Peugeot Sport com a equip del Campionat Mundial de Ral·lis es crea l'any 1981 sota la denominació Peugeot Talbot Sport sota la direcció del copilot de ral·li Jean Todt. Originalment s'ubiquen a Boulogne-Billancourt, si bé, a partir de 1990 es traslladen a Vélizy. No debuten al Mundial fins a l'any 1984 amb un Peugeot 205 Turbo 16, aconseguint aquella any tres victòries amb el pilot Ari Vatanen al Ral·li de Finlàndia, al Ral·li de Sanremo i al Ral·li de la Gran Bretanya.
L'any 1985 Timo Salonen guanya el Campionat Mundial amb Peugeot, imposant-se a 5 de les proves. A més a més, Vatanen guanya dos ral·lis més, amb el que també s'aconsegueix guanyar el títol per equips. Ambdós títols es revalidarien a la temporada següent, si bé en aquesta ocasió és Juha Kankkunen el pilot que guanya el títol de pilots amb Peugeot.
Després del 1986, amb la fi dels cotxes del Grup B, el equip deixarà de disputar el Campionat Mundial i no hi retornarà fins al 1997. En aquesta segona etapa, l'equip guanyarà dos títols més de pilots els anys 2000 i 2002 de la mà de Marcus Grönholm amb un Peugeot 206 WRC, guanyant tres títols mundials més per equips els anys 2000, 2001 i 2002, així com el subcampionat per equips del 2003 i del 2005.
L'any 2005 serà l'últim en que Peugeot Sport ha participat al Campionat Mundial de Ral·lis.

#### Palmarès
- 4 Pilots: 1985, 1986, 2000 i 2002
- 5 Equips: 1985, 1986, 2000, 2001 i 2002

#### Pilots destacats
- Ari Vatanen
- Timo Salonen
- Juha Kankkunen
- Bruno Saby
- Marcus Grönholm
- Didier Auriol
- Richard Burns
- Harri Rovanperä
- Markko Märtin

### Ral·li Dakar

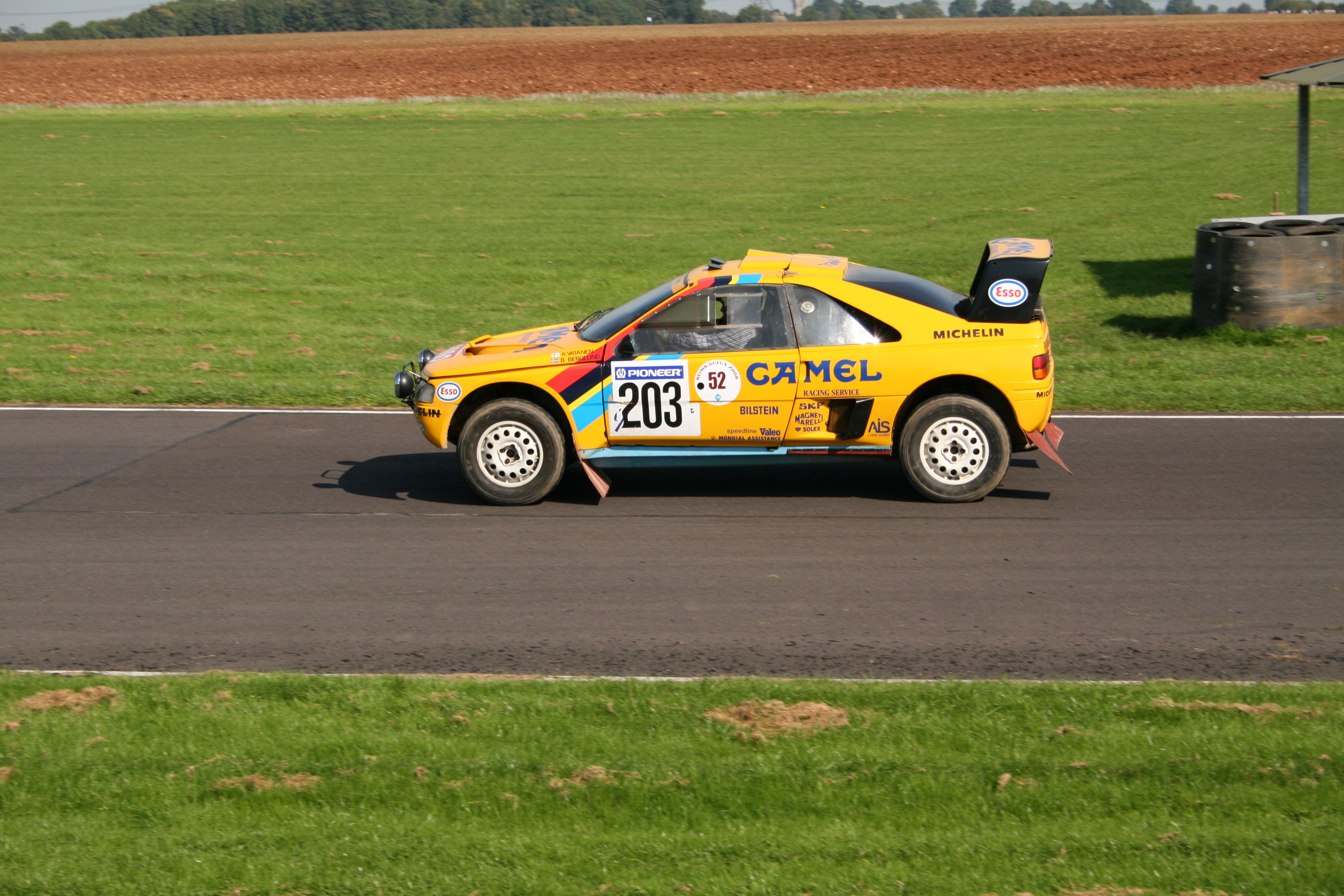
El Peugeot 405 T16 amb què Ari Vatanen i Bruno Berglund guanyaren el Ral·li Dakar de 1990

Després de la desparició dels Grup B al Campionat Mundial de Ral·lis, Peugeot Sport passa l'any 1987 a competir al Ral·li Dakar amb el Peugeot 205 Turbo 16 i els èxits no es fan esperar. L'any 1987 guanya la prova amb Ari Vatanen i al 1988 ho fa amb Juha Kankkunen.
L'any 1989 Peugeot Sport passa a competir amb el Peugeot 405 Turbo 16, aconseguint imposar-se amb Ari Vatanen a dos edicions més de la prova els anys 1989 i 1990.
Després d'aquesta època daurada, Peugeot abandona la participació al Ral·li Dakar, on no hi retornarà fins al 2015, quan retorna a la prova amb el Peugeot 2008 DKR i els pilots Carlos Sainz, Stéphane Peterhansel i Cyril Despres. Al 2016 s'hi afegeix una quarta unitat per Sébastien Loeb, en un any on gràcies a Peterhansel tornen a guanyar el ral·li.
Especialment destacada seria l'edició del 2017, quan Peugeot Sport aconsegueix copar tot el podi de la prova dakariana amb el Peugeot 3008 DKR, doncs Peterhansel acabà guanyador de la prova, seguit a la general per Loeb i Despres. A més a més, l'any següent, gràcies a Carlos Sainz, aconseguirien guanyar per tercera vegada seguida la prova.

#### Palmarès
- 7 Ral·li Dakar: 1987, 1988, 1989, 1990, 2016, 2017 i 2018.

#### Pilots destacats
- Ari Vatanen
- Juha Kankkunen
- Stéphane Peterhansel
- Carlos Sainz